# Бремнер, Элисон
Элисон Бремнер (англ. Alison O. Bremner Nax̲shag̲eit, также известна как Элисон Маркс англ. Alison Marks, род. 1989, Якутат, Аляска) — художница из тлинкитов Аляски, чьё искусство сочетает в себе темы юмора, современного искусства и тлинкитских традиций, использует смешанную технику, включая живопись, резьбу по дереву и коллаж. Она также создала более традиционные произведения тлинкитского искусства, «которые будут использоваться во время потлачей и церемоний» в тлинкитском сообществе. Родом из Якутата, Аляска, она выросла в Джуно, Аляска, и живёт в Сиэтле, штат Вашингтон. Она описывает свое искусство как «вдохновлённое древними традициями и современным кофе».
Бремнер училась у цимшианских резчиков по тотемным столбам Дэвида А. Боксли и его сына Дэвида Р. Боксли, прежде чем пройти собственный путь художницы. Она активно возрождает тлинкитскую культуру, говорят, что она «первая тлинкитская женщина, которая вырезала и подняла тотемный столб».

## Коллекции
Работы Бремнер находятся в коллекциях Британского музея в Лондоне, Музея Бёрка в Сиэтле, Шато де Булонь-сюр-Мер во Франции, Художественного музея Фрая в Сиэтле, Художественного музея Худа в Дартмутском колледже, Нью-Гэмпшир, и Портлендском художественном музее в Портленде, штат Орегон, и других.